# Karla Conway
Karla Conway (nacida el 5 de julio de 1946 en Pasadena, California) fue el nombre usado por la modelo y artista estadounidense Karla Jo Musacchia para su aparición como  Playmate del Mes para la revista Playboy en el número de abril de 1966.
Ahora utiliza el nombre de Sachi y se ha convertido en artista. Debido a su preocupación por el medio ambiente,  creó el logotipo de una tortuga para que las compañías lo utilicen en las bolsas que sean tanto biodegradable como compostable.